# Lukáš Curylo
Lukáš Curylo (* 3. února 1974 Ostrava) je český politik, od února 2013 ředitel Charity ČR, od roku 2007 ředitel Diecézní charity ostravsko-opavské, od roku 2008 zastupitel Moravskoslezského kraje (v letech 2016 až 2020 také 1. náměstek hejtmana a v letech 2020 až 2024 řadový náměstek hejtmana), v letech 1998 až 2010 zastupitel Městského obvodu Ostrava-Poruba, v letech 2022 až 2024 místopředseda KDU-ČSL.

## Život
Vystudoval Filozofickou fakultu Ostravské univerzity (získal titul Mgr.) a souběžně i Cyrilometodějskou teologickou fakultu Univerzity Palackého v Olomouci (získal tak druhý titul Mgr.).
V letech 1996 až 2001 učil na gymnáziu. Následně v letech 2001 až 2003 pracoval jako metodik Odboru školství, mládeže a sportu na Krajském úřadě Moravskoslezského kraje a v letech 2003 až 2007 jako vedoucí Odboru kultury, školství, mládeže a sportu Magistrátu města Ostravy.
V dubnu 2007 jej jmenoval biskup František Václav Lobkowicz ředitelem Diecézní charity ostravsko-opavské. V únoru 2013 jej Česká biskupská konference jmenovala ředitelem Charity České republiky.
Od roku 2015 je členem Výkonného výboru Charity Evropa a Evropského hospodářského a sociálního výboru.
Od roku 2008 soukromě podniká v oblasti pořádání kurzů, školení a lektorské činnosti.
Lukáš Curylo žije v Ostravě.

## Politické působení
Od roku 1996 je členem KDU-ČSL. Ve straně působil jako člen Celostátní konference a od roku 2009 také jako 1. místopředseda Krajského výboru KDU-ČSL v Moravskoslezském kraji. Byl rovněž místopředsedou Okresního výboru KDU-ČSL v Ostravě a předsedou Místní organizace KDU-ČSL v Ostravě-Porubě.
Do politiky se pokoušel vstoupit, když v komunálních volbách v roce 1994 kandidoval jako nestraník za KDU-ČSL do Zastupitelstva Městského obvodu Ostrava-Poruba, ale neuspěl. Zastupitelem městského obvodu se tak stal až jako člen KDU-ČSL po volbách v roce 1998. Mandát pak obhájil v roce 2002 (lídr kandidátky) a 2006 (lídr kandidátky).
Usiloval také o zvolení do Zastupitelstva města Ostravy, ale ve volbách v roce 1998 a 2002 se mu to nepodařilo. V komunálních volbách v roce 2010, kdy KDU-ČSL ztratila své zastoupení v Poslanecké sněmovně, byl kandidátem KDU-ČSL na post ostravského primátora, jenže strana získala jen 3,87 % hlasů a do zastupitelstva se vůbec nedostala.
V krajských volbách v roce 2000 kandidoval jako člen KDU-ČSL za Čtyřkoalici do Zastupitelstva Moravskoslezského kraje, ale neuspěl. Krajským zastupitelem se stal až po volbách v roce 2008 na samostatné kandidátce KDU-ČSL. Ve volebním období 2008 až 2012 byl předsedou Výboru pro národnostní menšiny, členem Výboru pro územní plánování a členem Výboru pro výchovu, vzdělávání a zaměstnanost. Ve volbách v roce 2012 nejen svůj mandát obhájil, ale preferenčními hlasy se dostal z 5. místa na místo první. Stal se členem Výboru pro tělovýchovu a sport a předsedou Komise pro zdravotně postižené občany. Ve volbách v roce 2016 byl lídrem KDU-ČSL v Moravskoslezském kraji, mandát krajského zastupitele se mu podařilo obhájit. Dne 10. listopadu 2016 se stal 1. náměstkem hejtmana, na starosti měl kulturu a památkovou péči.
Dvakrát neúspěšně kandidoval na nevolitelných místech v Moravskoslezském kraji ve volbách do Poslanecké sněmovny PČR. Poprvé v roce 2002 (člen KDU-ČSL za Čtyřkoalici) a podruhé v roce 2010 (samostatná kandidátka KDU-ČSL).
Ve volbách do Senátu PČR v roce 2014 kandidoval za KDU-ČSL v obvodu č. 72 – Ostrava-město. Se ziskem 10,82 % hlasů skončil na 4. místě, což byl nejlepší výsledek, jaký KDU-ČSL v tomto obvodě v posledních letech získala. Ve volbách do Evropského parlamentu v květnu 2019 kandidoval na 7. místě kandidátky KDU-ČSL, ale nebyl zvolen.
V krajských volbách v roce 2020 byl opět lídrem kandidátky KDU-ČSL v Moravskoslezském kraji, mandát krajského zastupitele se mu podařilo obhájit. Dne 5. listopadu 2020 se navíc stal náměstkem hejtmana pro kulturu a památkovou péči.
Na sjezdu KDU-ČSL v dubnu 2022 byl zvolen řadovým místopředsedou strany, získal 159 hlasů. V krajských volbách v roce 2024 obhájil jako člen KDU-ČSL mandát zastupitele Moravskoslezského kraje, a to na kandidátce subjektu „SPOLU MSK“ (tj. ODS, KDU-ČSL a TOP 09). Post náměstka hejtmana však neobhájil. Na sjezdu KDU-ČSL v říjnu 2024 obhajoval funkci řadového místopředsedy strany, ale nebyl zvolen.